# Ма Яньсун
Ма Яньсун (кит. 马岩松; англ. Mǎ Yánsōng; 1975) — китайский архитектор.

## Биография
Родился в 1975 году в Пекине.
Окончил Пекинский университет гражданского строительства и архитектуры. В 2002 году получил степень магистра архитектуры в Йельском университете.
Работал в Лондоне и Нью-Йорке. В 2004 году основал собственное архитектурное бюро MAD Architects.
Также является профессором Пекинского университета гражданского строительства и архитектуры.

## Основные проекты
- Ordos Museum (2005—2011; Ордос, Китай).
- Hongluo Clubhouse (2006; Пекин, Китай).
- Sino-steel International Plaza (2006; Тяньцзинь, Китай).
- Absolute World (2007—2012; Миссиссага, Онтарио, Канада).

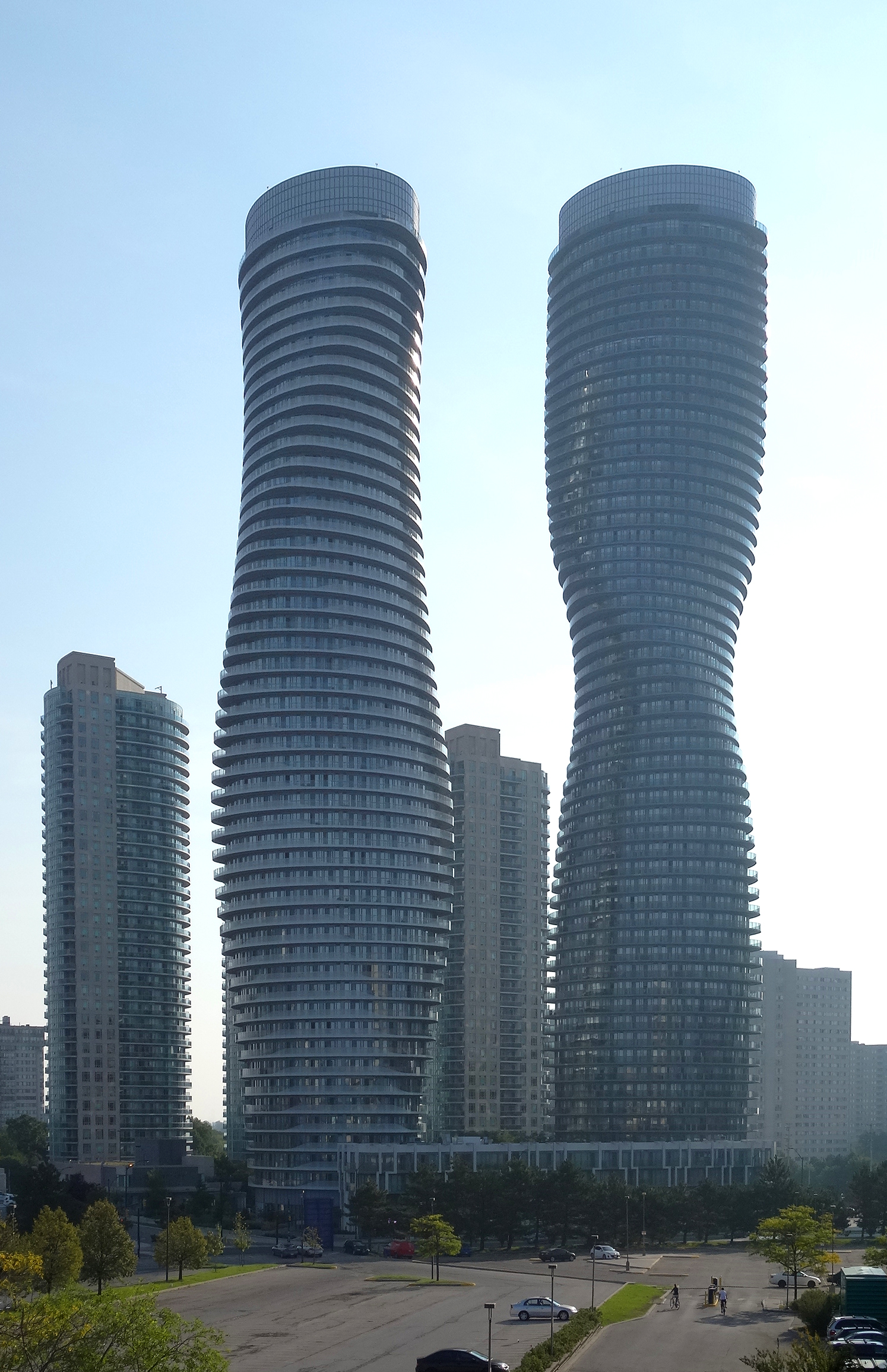
Absolute World

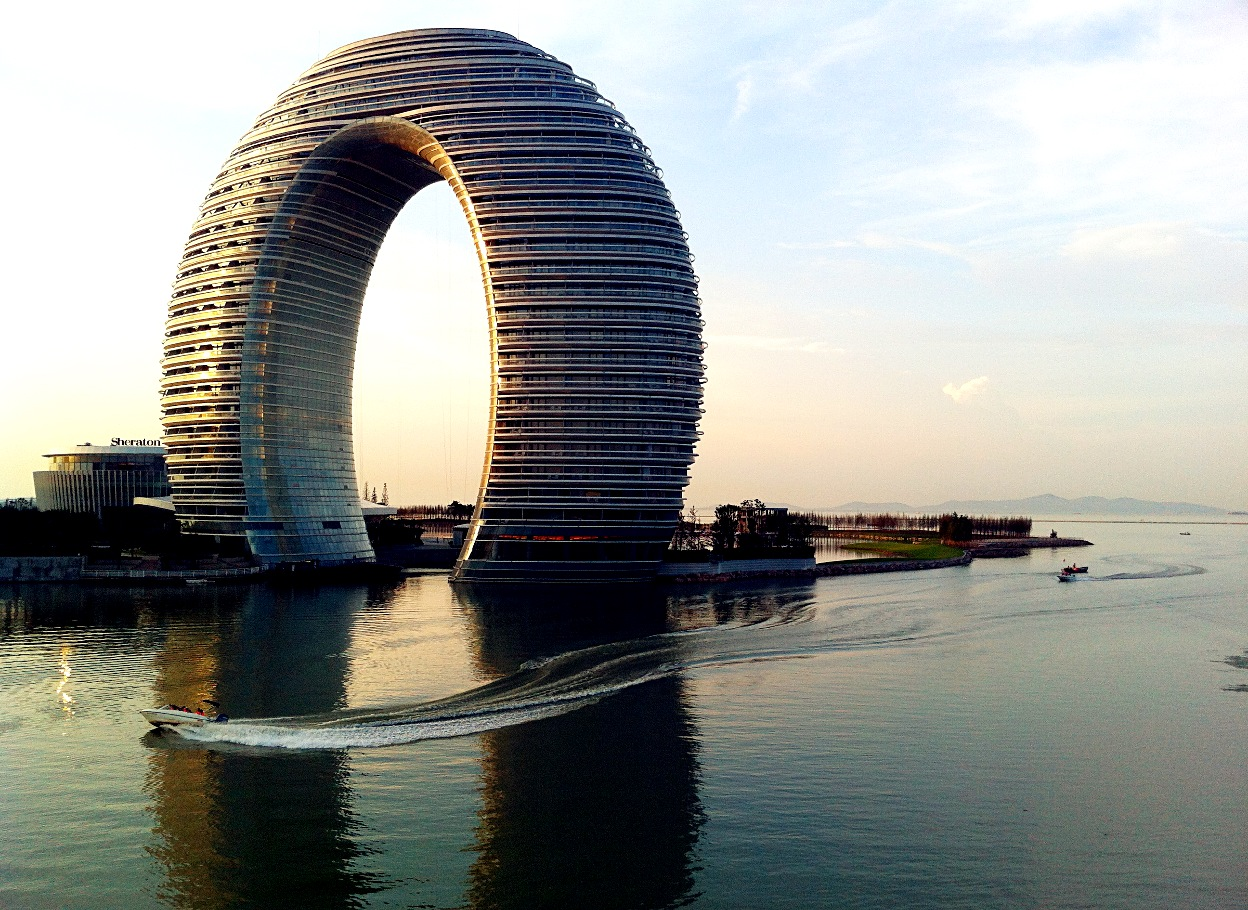
Huzhou Sheraton Resort & Spa

- Huangdu Art Center (2008; Пекин, Китай).
- Fake Hills (2008—2015; Бейхай, Китай).
- Харбин Cultural Island (2008—2015; Харбин, Китай).
- Taichung Convention Center (2009; Тайвань, Китай).
- Харбин China Wood Sculpture Museum (2009—2012; Харбин, Китай).
- Huangshan Mountain Village (2009—2016; Хуаншань, Китай).
- Chaoyang Park Plaza (2012—2016; Пекин, Китай).

## Награды и премии
- 2001 — стипендия Американского института архитектуры для перспективных исследований архитектуры.
- 2006 — награда конкурса Лиги молодых архитекторов.
- 2008 — вошел в 20 самых влиятельных молодых архитекторов по версии журнала Icon (Великобритания).
- 2009 — вошел в 10 творческих людей в архитектуре по версии журнала Fast Company (США).
- 2011 — премия Королевского института британских архитекторов RIBA International Fellowship.
- 2011 — награда было прекращено museum (Ordos Museum).
- 2012 — международная премия International Property Awards (за Fake Hills).
- 2012 — лучшая высотная новостройка Америки от Совета по высотным зданиям и городской среды обитания CTBUH (Absolute Towers).
- 2013 — 2-е место в номинации «дизайнер года» по версии Audi Arts and Design Award.
- 2013 — премия для молодых китайских архитекторов D21 Young Chinese Architect Award.
- 2013 — дизайнер года на международном конкурсе Good Design Awards.
- 2014 — вошел в 100 творческих людей бизнеса по версии журнала Fast Company (США).